# Kvelde
Kvelde est une agglomération de la municipalité de Larvik, dans le comté de Vestfold, en Norvège.

## Description
Elle se situe des deux côtés du Numedalslågen qui se jette dans le Skagerrak. L'église de Kvelde a été construite en 1871.

## Aires protégées
- Réserve naturelle de Brånakollene
- Réserve naturelle de Jordstøyp
- Réserve naturelle de Middagskollen
- Réserve naturelle de Røysa
- Réserve naturelle de Stormyr
- Réserve naturelle de Vemannsås

## Galerie

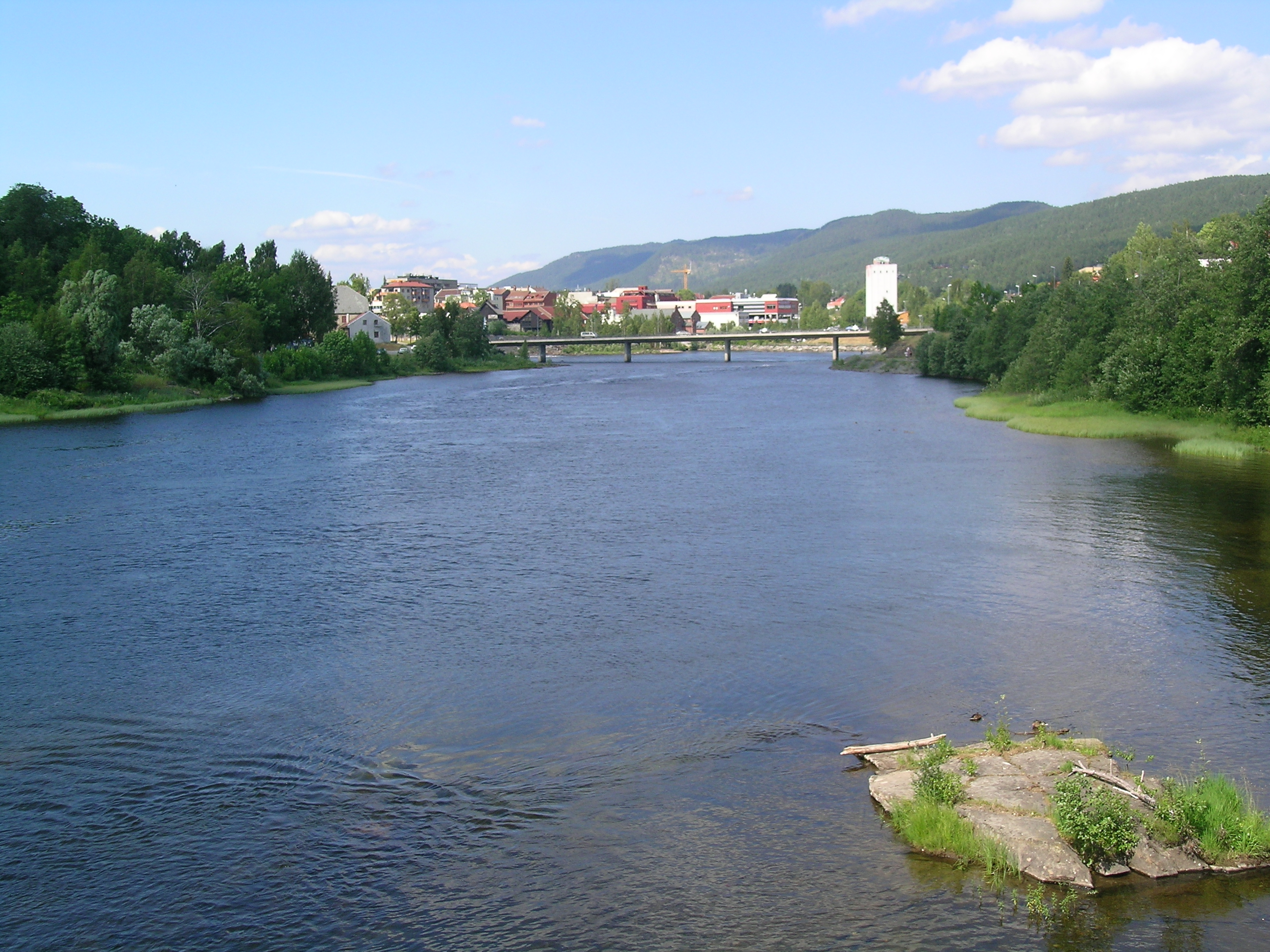
Numedalslaagen
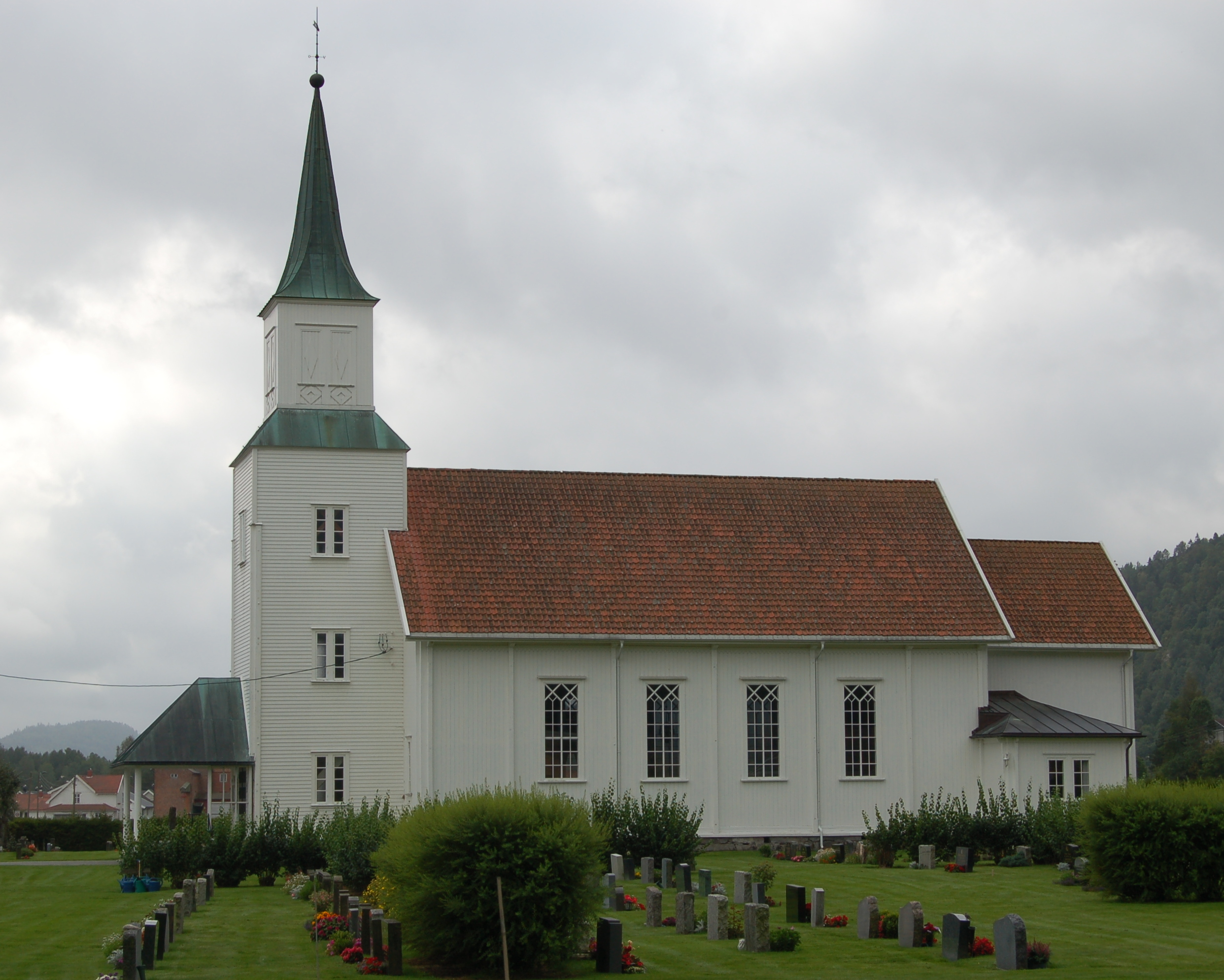
Église de Kvelde